# いくよ・くるよのもうかりまっか?
いくよ・くるよのもうかりまっか?は、CBCラジオで月曜日 - 金曜日の13:38頃 - 13:45頃に7分間（正味5分間）放送されていたミニ番組である。1994年8月1日放送開始、2012年3月30日放送終了。

## 歴史
前番組の『唄啓のこれは得だすお聞きやす』（1984年1月2日 - 1994年7月29日）は、漫才師の鳳啓助・京唄子の2人が出演していたが、出演者の鳳が病気療養のため降板したことから早期に代替の新番組を立ち上げる必要が生じた。そのため、吉本興業所属の今いくよ・くるよを新パーソナリティとして起用して急遽スタートしたのが本番組である。
『これは得だすお聞きやす』以前にも、『シンマとミミの歌謡ドライブ』や、『ダイマル・ラケットのみんなの歌謡曲』という、同様のコンセプトの番組が平日夕方に放送されており、『もうかりまっか?』のルーツは『みんなの歌謡曲』まで遡ることができる。
スタート当初は前身の『これは得だすお聞きやす』と同じく、夕方ワイド番組（『レギュラー満タン!ラジオジャンクション』→『重盛啓之の元気! Mori Mori』）内の箱番組扱いでの放送（時間帯は17時台）であった。
2002年4月に夕方ワイド番組が『小堀勝啓の心にブギウギ!』へと改編されたのを機に夕方ワイド番組の枠から独立して単独番組となる。
2009年4月より、午後の大型ワイド番組「ごごイチ」が放送開始されるにあたり、7年ぶりに箱番組扱いになり初めて放送時間の変更が行われ、13:38頃からの放送開始になった。その際、番組オープニング・エンディング曲およびジングルが一新され、公式サイトの設置とそこからの投稿も開始された。
急遽放送開始された番組とは言え、既に15年間も放送されている長寿番組となっていたが、2012年3月30日で終了。単独番組としては「みんなの歌謡曲」以来45年近く続いた一連のインフォマーシャルシリーズにピリオドが打たれる事になった。ただし「北野誠のズバリ!」内の1コーナー「本日の蔵出しトピックス」で、パーソナリティによる掛け合いのインフォマーシャルは続けられていた。

## 番組概要
基本的にはインフォマーシャル番組であり、7分間の番組の半分ほどが三河地区の企業からのCM。そのCMを今いくよ・くるよの2人が掛け合い漫才のごとく喋りまくる。一つのCMが終わるごとに、コントのオチで使われるようなジングルで区切られる。最後にはキーワードが毎日発表され、一週間分の五つの言葉の意味が合うように並べ替えて応募すると、抽選で『もうかりまっか・どやさの素』という特製グッズが当たる。
企業コマーシャルの間に、月曜から木曜は2人のトーク、金曜はリスナーの葉書とリクエスト曲が流れる。

## 備考
くるよが入院した際のピンチヒッターとして坂田利夫が出演したときがあり、この時だけ『いくよ・坂田のもうかりまっか』という番組名になった。また、2009年途中でくるよが体調不良を理由に休んだ際にはザ・ぼんちの里見まさとがピンチヒッター役を務めたが、この時のタイトルは『いくよ・くるよの- 』のままで放送されていた。
AMステレオに対応した形になっており、いくよの声は左チャンネル寄りに、くるよの声は右チャンネル寄りに放送されている。しかし音声がしっかりと左右に分離しているわけではない。
番組テーマ曲は、初期が「浪花節だよ人生は」のインスト・バージョン、2009年4月3日まではインスト曲の『秘密諜報員（Secret Agent Man）』。オチ音は『巨泉・前武ゲバゲバ90分!』（『ゲバゲバ90分!ミュージックファイル』収録）、『大江戸捜査網』などの劇伴曲が用いられてる。